# Microsoft Copilot
Microsoft Copilot (med det tidligere navn Bing Chat) er en chatbot, der er udviklet af Microsoft. Copilot findes som en extension til søgemaskinen Bing. Copilot findes til såvel iOS som Android. Copilot kan bl.a. besvare spørgsmål og skrive indhold. Senere vil Copilot blive i stand til at lave musik.

## Integration med andre Microsoft-produkter
Browseren Edge har allerede fået Copilot som en integreret del. Desuden bliver Microsoft Copilot integreret med alle Microsoft 365-produkter. Til disse hører tekstbehandlingsprogrammet Word samt regnearket Excel foruden præsentationsprogrammet PowerPoint. I Microsoft Teams kan chat med Copilot integreres, så det at chatte med Copilot bliver ligesom at chatte med sine menneskelige arbejdskolleger. På tilsvarende måde skal Copilot også integreres i Microsoft Loop og e-mailprogrammet Outlook. Ydermere skal styresystemet Windows 11 også have Copilot integreret; dermed kommer der en ny tast på Windows-tastauret.

## Historie
Tidligere havde Copilot navnet Bing Chat. Copilot blev udviklet på baggrund af ChatGPT og annonceret på Microsofts konference i juli 2023.

## Andet
Ifølge undervisningsministeriets hjemmeside må gymnasieelever ikke anvende Microsoft 365 Copilot til skriftlige prøver.